# Chiesa di San Giorgio Martire (San Giorgio Piacentino)
La chiesa di San Giorgio Martire è la parrocchiale di San Giorgio Piacentino, in provincia di Piacenza e diocesi di Piacenza-Bobbio; fa parte del vicariato della Val Nure.

## Storia
Sembra che la primitiva chiesa di San Giorgio Piacentino risalisse al V secolo, anche se la prima citazione che ne attesta la presenza è dell'886 all'interno di un documento che sottoponeva la chiesa alla giurisdizione della cattedrale di Piacenza. In seguito l'edificio dipese anche dalla basilica di San Savino.
La nuova parrocchiale venne costruita tra il 1670 ed il 1675 per interessamento dell'allora arciprete don Lodovico Cella; di quella antica, realizzata in stile romanico rimase solo il campanile. Nella prima parte del XIX secolo la chiesa subì importanti lavori di rinnovamento, documentati dalla visita pastorale eseguita da Monsignor Lodovico Loschi nel 1826.
Nel 1910 venne costruito, nelle immediate vicinanze della chiesa, l'ossario, che presenta richiami all'arte classica con colonne e capitelli di ordine corinzio. La nuova torre campanaria, molto più alta della precedente, fu edificata tra il 1916 ed 1920.

## Descrizione

### Esterno
La chiesa presenta una facciata divisa in tre parti mediante l'utilizzo di lesene binate di ordine tuscanico quelle inferiori e di ordine corinzio quelle superiori. Ai lati si trovano delle paraste che culminano con pinnacoli a forma di piramide raccordandosi con la parte centrale della facciata per mezzo di un muro di coronamento. La sezione centrale della facciata è sormontata da un frontone di forma semicircolare con una decorazioni a conchiglia in stucco posta nel timpano.
All'interno si può accedere tramite tre portali: i due minori, posti lateralmente, sono collocati al di sotto di frontoncini con timpano decorato a stucco, mentre il principale presenta un frontone con una nicchia di forma ovale al cui interno si trova un busto rappresentante San Giorgio. Al di sopra di questa è presente un finestrone cieco con al suo interno un affresco raffigurante San Giorgio e il drago posto sotto una lunetta decorata con un altorilievo in stucco rappresentante degli angeli.
L'originario campanile risalente al XIV secolo, è addossato al lato destro dell'edificio. A base quadrata, realizzato in pietra a vista e mattoni alle estremità si trovano delle lesene angolari sormontate da cornici in mattoni a spina. Esso è diviso in parti da archetti pensili marcapiano, mentre tutti i fronti presentano lesene binate a semicolonna. La torre novecentesca, alta più di 60 m, si trova, invece, sul retro del lato opposto della chiesa: è diviso in tre ordini da fasce ed è dotato di un orologio di forma rotonda posto all'interno di una cornice nell'ordine più alto. Al di sopra dell'ultimo ordine si trova la cella campanaria, a sua volta sormontata da un tiburio di forma ottagonale sulla cui sommità è posta una croce in ferro del peso di 170 kg.

### Interno
La chiesa si caratterizza per una pianta basilicale a tre navate a croce latina formata dai due bracci del transetto, che si aprono in corrispondenza della quarta e ultima campata. La navata maggiore, così come i bracci del transetto, presenta una volta a botte la quale viene forata dalle unghie delle grandi finestre di forma rettangolare poste nella parte più alta, mentre le due navate minori, che vengono separate dalla navata principale mediante archi a tutto sesto che si appoggiano su pilastri quadrati, sono voltate a crociera.
Sulla navata mancina sono presenti tre cappelle laterali tra loro comunicanti, voltate a botte, consacrate a al Battistero, al Confessionale e al Crocifisso, mentre sulla navata opposta sono presenti due cappelle dedicate rispettivamente al Confessionale e al Pio transito di S. Giuseppe.
Entrambi i bracci del transetto contengono un altare: quello del braccio sinistro è consacrato alla Madonna del Rosario, mentre il destro è dedicato al Sacro Cuore di Gesù. Sopra alla campata centrale del transetto si colloca la cupola, impostata su tamburo di forma circolare.
Opere di pregio conservate all'interno della chiesa sono l'altare laterale del Sacro Cuore, in stile barocco ed originariamente posto nella cattedrale di Piacenza, quello del Rosario, molto decorato, le decorazioni novecentesche del presbiterio, eseguite da Angelo Capelli, l'organo della ditta bergamasca Serassi, i confessionali, costruiti da Giovanni Vecchia nel 1863, ed una pala raffigurante San Giorgio mentre uccide il drago, dipinta sul finire dell'Ottocento da Emilio Perinetti.